# جيم فيلدر
جيم فيلدر (بالإنجليزية: Jim Fielder)‏ هو ملحن وموسيقي وعازف قيثارة أمريكي، ولد في 4 أكتوبر 1947 في دينتون في الولايات المتحدة.

## وصلات خارجية
- جيم فيلدر على موقع IMDb (الإنجليزية)
- جيم فيلدر على موقع ميوزك برينز (الإنجليزية)
- جيم فيلدر على موقع ديسكوغز (الإنجليزية)